# Unhais-o-Velho
Unhais-o-Velho ist eine Gemeinde (Freguesia) im portugiesischen Kreis (Concelho) von Pampilhosa da Serra. In ihr leben 421 Einwohner (Stand 19. April 2021).

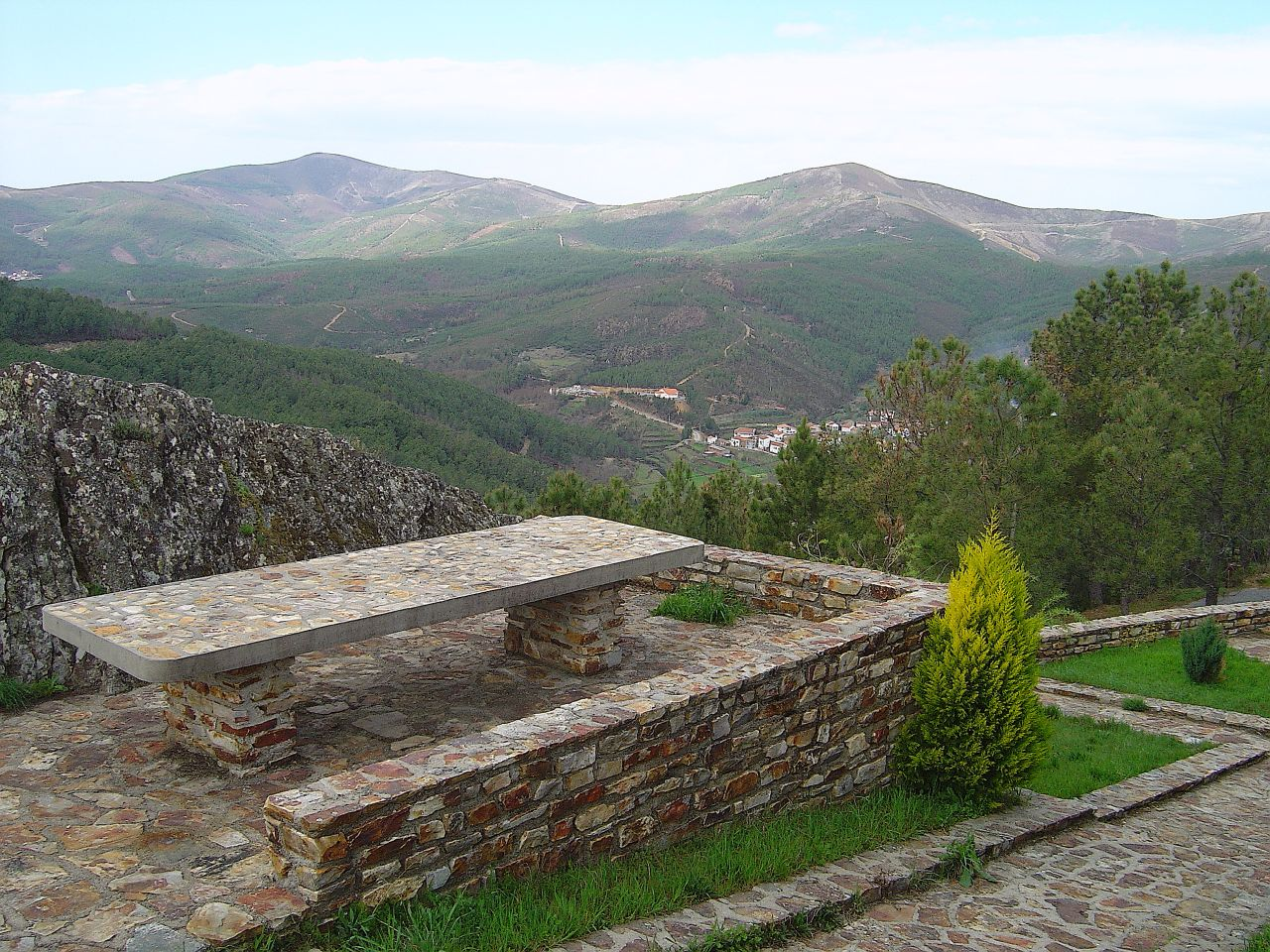
Aussichtspunkt oberhalb von Unhais

## Geschichte
Der Ort existierte als kleines Dorf bereits vor Gründung des unabhängigen Königreich Portugals 1139 und war seither Teil des Kreises von Pampilhosa da Serra. Nach dem Sieg der Liberalen im Miguelistenkrieg und der folgenden Verwaltungsreform 1836 wurde Unhais dem Kreis von Fajão zugeordnet, bis dieser 1855 wieder aufgelöst wurde. Seither gehört der Ort wieder zu Pampilhosa da Serra.
Die Herkunft des Namens ist unklar. Er leitet sich vermutlich von einer Pflanze ab, die in früheren Zeiten hier wucherte, und wegen ihrer krallenartigen Dornen Unhagata (dt.: Krallenkatze) genannt wurde. Anderen Vermutungen zufolge waren Felsformationen nahe dem Ort Namensgeber, die Ähnlichkeit mit Fingernägeln (port.: Unhas) aufweisen. Es existieren auch Thesen, die u. a. eine Herleitung von den Hunnen (port.: Hunos) für möglich halten. Der hier verlaufende Fluss Rio Unhais erhielt vom Ort seinen Namen.

## Kultur und Sehenswürdigkeiten

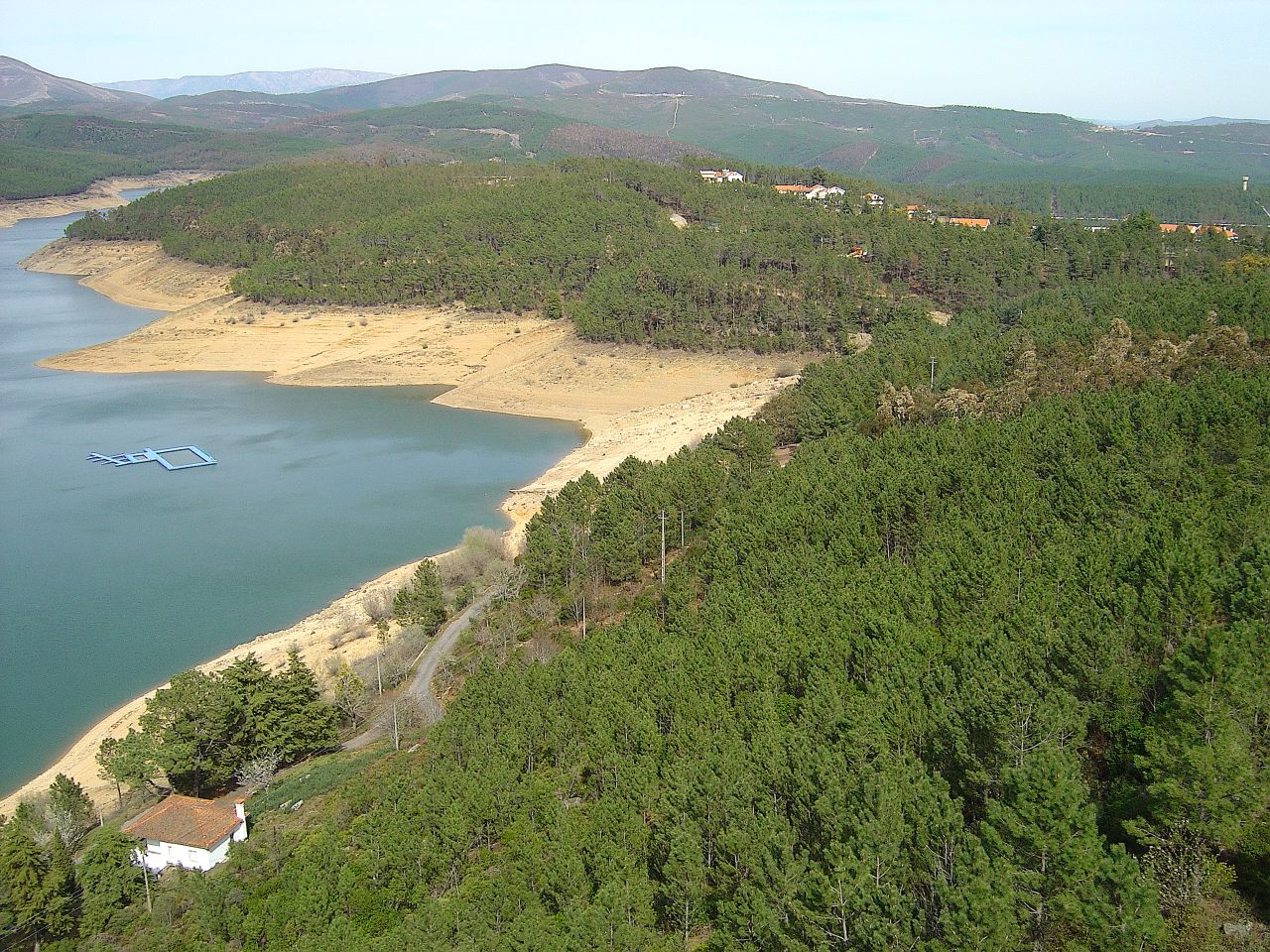
Am Stausee Santa Luzia

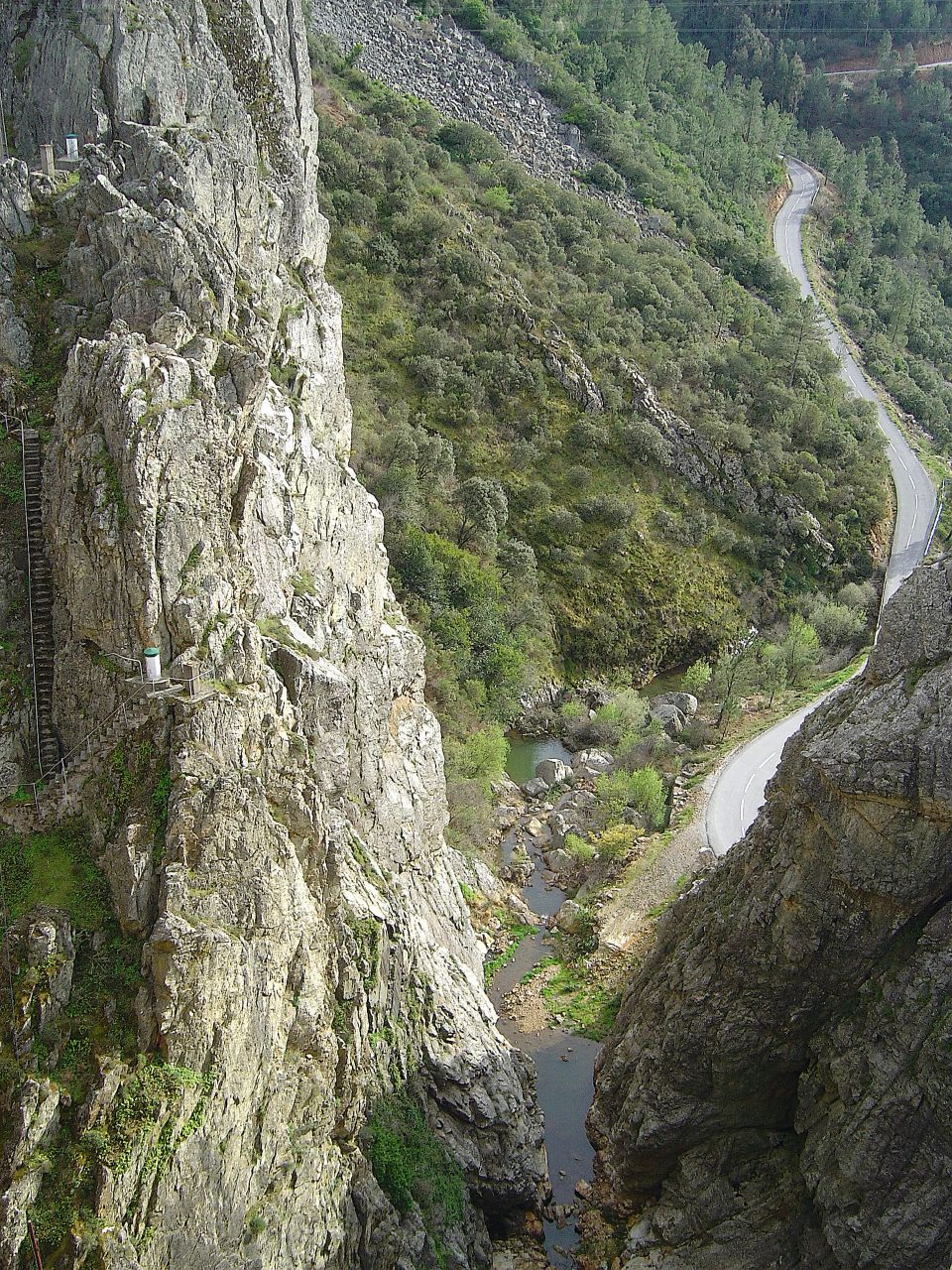
Schlucht im Tal des Rio Unhais

Die Gemeindekirche (Igreja Paroquial de Unhais-o-Velho, auch Igreja de São Mateus) wurde 1824 errichtet und steht heute unter Denkmalschutz.
In der nahezu unberührten Umgebung lassen Wasserläufe, Wälder und schroffe Felsvorsprünge eine Reihe naturnaher Sportarten zu. Insbesondere am nahe gelegenen Stausee von Santa Luzia existieren Wassersportmöglichkeiten.

## Verwaltung
Die Gemeinde besteht aus folgenden Ortschaften:
- Aradas
- Malhada do Rei
- Meãs
- Portela de Unhais
- Póvoa da Raposeira
- Seladinhas
- Arranhadouro
- Unhais-o-Velho